# 宮岡洋一
宮岡 洋一（みやおか よういち、1949年 - ）は、日本の数学者。中央大学理工学部教授、東京大学名誉教授。専門分野は代数幾何学。妻は数学者の宮岡礼子。

## 経歴
1972年東京大学理学部数学科卒業。1975年東京大学大学院理学系研究科博士課程中途退学。東京都立大学・立教大学・京都大学数理解析研究所で教職に就く。2001年より東京大学大学院数理科学研究科教授。2015年より中央大学理工学部教授。
1977年に発表した論文でボゴモロフ・宮岡・ヤウの不等式を証明した(Miyaoka 1977)。
マックス・プランク研究所に在籍していた1988年、フェルマーの最終定理の証明にこぎ着けたと報じられたが、後に不備があることが判明し、完全な証明には至らなかった(Gleick 1988)。
東京都立大学在職中、1989年度の日本数学会春季賞を「Chern 数の間の関係式とその応用」で受賞している。
1994年にチューリッヒで開催された国際数学者会議で招待講演をおこなった。